# Maestro de Pedret

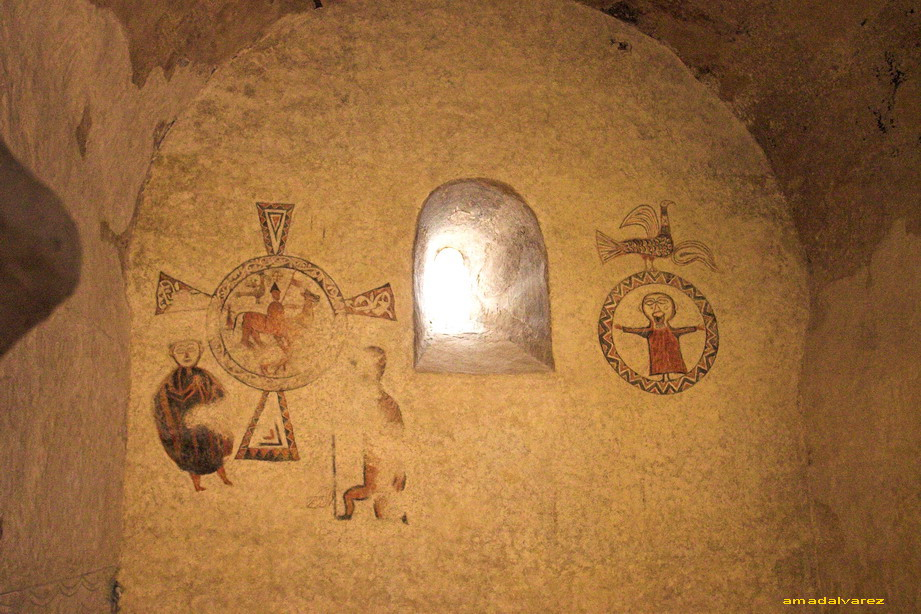
Pinturas prerrománicas en la iglesia de San Quirico de Pedret.

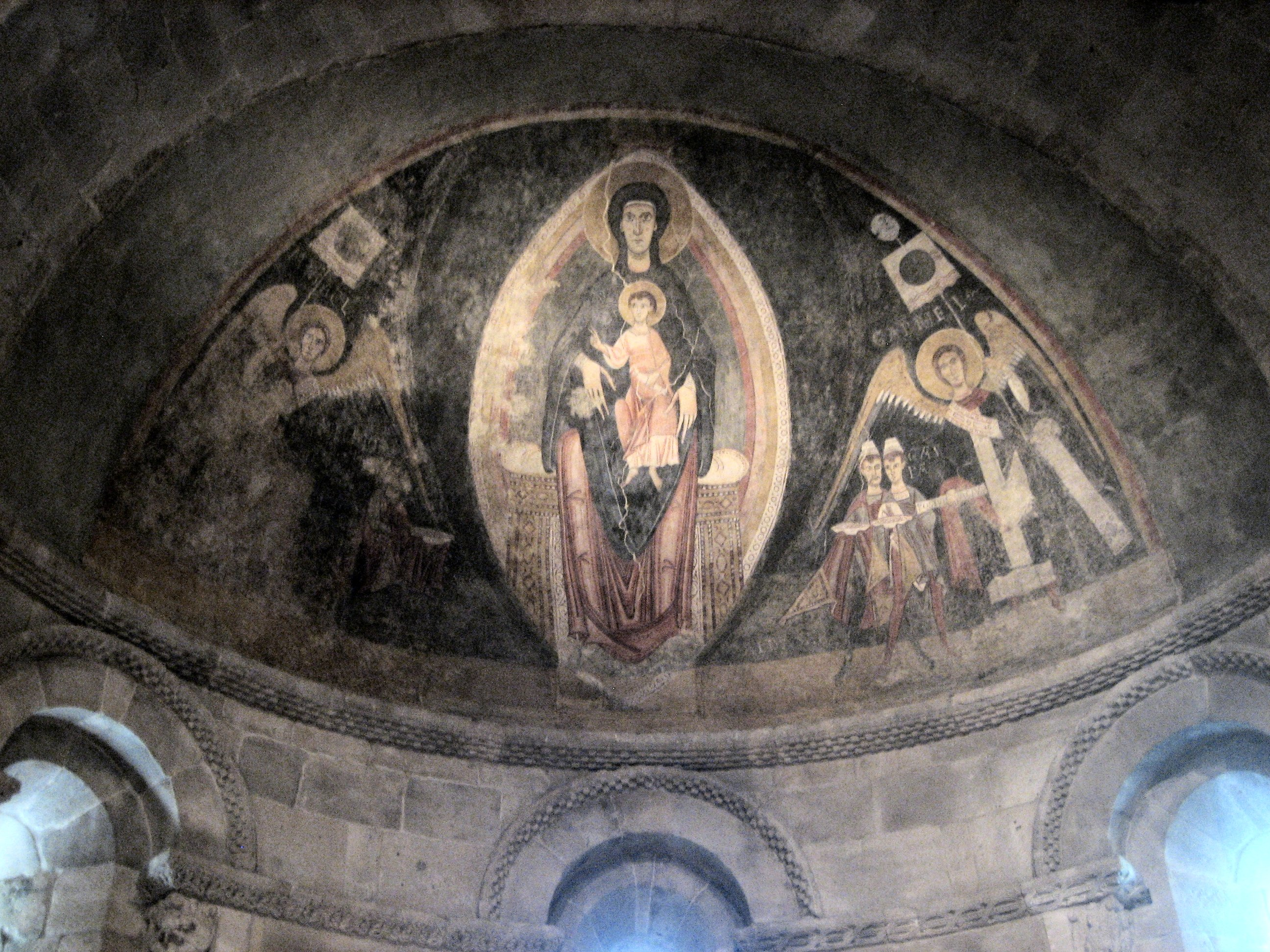
Frescos del maestro de Pedret en la iglesia de San Juan de Tredós.

Maestro de Pedret es la denominación que dan los historiadores a un pintor de murales románicos de Cataluña cuya principal obra se encuentra en la iglesia de San Quirico de Pedret. Se considera como figura muy importante en el campo de la pintura románica europea. Sus obras están ejecutadas en lugares dispares y distantes por lo que puede conjeturarse que viajaba al frente de un equipo requerido para realizar encargos.

## Obras y estilo
Se conservan restos de sus obras en las iglesias de San Pedro del Burgal, Santa María de Aneu, San Juan de Tredós y la Colegiata de San Pedro de Áger, todas ellas en Lérida. En la iglesia que le dio el nombre, San Quirico de Pedret en Barcelona y en el Pirineo francés en la catedral de Saint-Lizier, consagrada en 1117, donde aún pueden verse in situ.
Las pinturas halladas en San Pedro del Burgal han aportado datos sobre la fecha de su ejecución, lo que ha servido a los estudiosos para saber las fechas aproximadas en que este artista trabajó. Dichas pinturas están en la parte baja del ábside donde aparece una figura femenina de tamaño natural con una inscripción que dice:
identificada por el historiador Ainaud como Lucía, esposa de Artau conde de Pallars Sobirá y hermana de Almodis, condesa de Barcelona. Cuando la condesa Lucía quedó viuda gobernó las tierras de su difunto esposo entre los años 1081-1090, y entre estas tierras se encontraba San Pedro del Burgal.
Las figuras de estas pinturas son hieráticas y están emparejadas entre las ventanas del muro del ábside y del presbiterio. En 
uno de los frisos aparece dibujada la famosa corona de Monza, símbolo del reino lombardo ciudad que se ha interpretado como lugar de origen del pintor; no sería extraño dadas las coincidencias iconográficas, técnicas y de estilo con la región de Tesino. Los temas versan sobre el Antiguo y Nuevo Testamento. Las pinturas tienen un vivo y brillante colorido con pincelada espontánea.